# Сталевий мул
Сталевий мул (англ. The Iron Mule) — американська короткометражна кінокомедія Роско Арбакла 1925 року з Аль Ст. Джоном в головній ролі.

## Сюжет
У 1830 році, поїзд, відомий, як Залізний Мул завантажується з пасажирами, і починає свою подорож. Уздовж дороги, поїзд стикається з численними перешкодами і затримками. Інженер готовий до більшості з них, але реальні виклики приходять, коли поїзд потрапляє в засідку індіанців.

## У ролях
- Аль Ст. Джон — інженер
- Джордж Девіс
- Глен Кавендер
- Доріс Дін
- Біллі Френі
- Флоренс Рід
- Волтер С. Рід
- Джон Сінклер
- Лотус Томпсон
- Бастер Кітон — індіанець